# Elisabeth Hübert
Elisabeth Hübert (* 16. September 1987 in Leninabad) ist eine deutsche Musicaldarstellerin. Ihr Stimmfach ist Mezzosopran im Bereich Popmusik.

## Werdegang
Aufgewachsen ist Elisabeth Hübert in Lübeck und Hamburg, seit 1993 nahm sie klassischen Gesangsunterricht. Erstmals sang sie 1999 im Stadttheater Lübeck in den Opern La Bohème und Cavalleria rusticana im Kinderchor und wirkte zudem in dem Kammerspiel „Die Bluthochzeit“ mit. Anschließend folgten Fernsehauftritte in den Fernsehserien Großstadtrevier und Aus gutem Haus. 2004 begann Elisabeth Hübert ihre Ausbildung an der Stage School Hamburg in den Fächern Klassik, Musical und Pop. Sie schloss die Ausbildung 2007 als Bühnendarstellerin mit Diplom ab.
Im Jahr 2005 erhielt sie erstmals eine Hauptrolle als Gerda im Musical Das eiskalte Herz. 2007 kam sie in der Rolle der Sophie zum Musical Mamma Mia!, wo sie ein halbes Jahr in Hamburg und ein Jahr in Berlin auf der Bühne stand.
2008 wurde sie Gewinnerin der Hauptrolle der Jane im Musical Tarzan, welche durch die Castingshow Ich Tarzan, Du Jane! bei Sat.1 ermittelt wurde. Elisabeth Hübert stand seit 19. Oktober 2008 in Hamburg im Theater Neue Flora auf der Bühne, bis 9. Mai 2010 zusammen mit Anton Zetterholm, anschließend mit Alexander Klaws.
Hübert gehörte zu den acht Solisten, die mit der „Best of Musical Gala 2012“ im Februar und März 2012 mit 34 Shows durch die größten Arenen 12 deutscher Großstädte tourten; hier war sie in verschiedenen Rollen zu sehen. Im Juni 2012 übernahm sie die Rolle der Wilhelmine in „Friedrich – Mythos und Tragödie“, anschließend zog es Hübert nach Österreich, wo sie als Betty Schäfer in „Sunset Boulevard“ zu sehen war. 2014 spielt sie diese Rolle auch bei den Freilichtspielen Tecklenburg. Zuvor war sie bei den Thunerseespielen (2013) und in Wien (2014) im Musical Der Besuch der alten Dame zu sehen.
Anschließend spielte sie die Rolle der „Anette Ackermann“ im Musical Das Wunder von Bern im Theater an der Elbe in Hamburg. Von Oktober 2016 bis Februar 2018 spielte Elisabeth Hübert die Hauptrolle in der deutschen Erstaufführung von Mary Poppins am Stage Apollo Theater Stuttgart und seit März 2018 auch im Theater an der Elbe in Hamburg.
In der ersten Staffel der ARD-Serie Charité ist sie in der Nebenrolle der Kaiserin, Auguste Viktoria, zu sehen.

## Musicals
- Das eiskalte Herz, Gerda, Wetter (Ruhr) – 2005
- Mamma Mia!, Cover Sophie, Operettenhaus Hamburg – 2007
- Mamma Mia!, Cover Sophie, Theater am Potsdamer Platz Berlin – 2007–2008
- Tarzan, Erstbesetzung Jane, Theater Neue Flora Hamburg – 10/2008 – 11/2011
- Friedrich – Mythos und Tragödie, Erstbesetzung Wilhelmine, Potsdam – 2012–2013
- Sunset Boulevard, als Betty Schäfer, Theater Klagenfurt – 2013
- Der Besuch der alten Dame, Ensemble, Thunerseespiele – 2013
- Der Besuch der alten Dame, als Agathe, Ronacher Wien – 02/2014 – 06/2014
- Sunset Boulevard, als Betty Schäfer, Freilichtspiele Tecklenburg – 07/2014 – 09/2014
- Das Wunder von Bern, Erstbesetzung Anette Ackermann, Theater an der Elbe Hamburg – 11/2014 – 08/2016
- Mary Poppins, Erstbesetzung Mary Poppins, Stage Apollo Theater Stuttgart – 10/2016 – 02/2018
- Mary Poppins, Erstbesetzung Mary Poppins, Theater an der Elbe Hamburg – 03/2018 – 07/2019

## Tournee-Produktionen
- Best of Musical Gala 2010
- Best of Musical Gala 2012
- Disney in Concert - Wonderful Worlds (2018/19)

## Diskografie
- 2008: Tarzan Original Hamburg Cast (CD)

- 2012: Friedrich – Mythos und Tragödie (DVD)

- 2015: Das Wunder von Bern (CD)

## Auszeichnungen
- 2001: Stimmtreff (Kategorie Musical)
- 2005: Jugend kulturell (Siegerin in Hamburg)
- 2015: Deutscher Musical Theater Preis (Beste Nebendarstellerin)